# 庾登之
庾登之（382年—443年6月26日），字元龍，潁川鄢陵人。東晉末年及南朝宋官員，官至江州刺史。東晉中書監庾冰曾孫。庾氏曾被桓溫誣以謀反而被族誅，庾登之祖父庾蘊聞變即服毒酒自殺，然其後代卻得保全。

## 生平
庾登之年輕時已精明幹練，初任太傅司馬道子的參軍。後元興三年（404年）鎮軍將軍劉裕舉兵討伐桓玄，庾登之又任其參軍，戰後因功獲授曲江縣五等男。接著先後轉參太司馬軍事、豫州別駕從事史、大司馬主簿及司徒左西曹屬。後轉太尉劉裕的主簿，並在義熙十二年（416年）發起北伐後秦戰爭時擔當使者奔走。然而，庾登之卻曾向留守建康的尚書僕射劉穆之以母親年老為由求歸。當時士庶都害怕遠役，庾登之三心兩意的表現即觸怒了劉裕，免了其官職。不過，北伐大軍出發後，庾登之就出補鎮蠻護軍、西陽太守。後又歷任太子庶子，尚書左丞及新安太守。
宋元嘉元年（424年），撫軍將軍謝晦出任荊州刺史，請庾登之為其長史，兼南郡太守。不久謝晦進號衞將軍，庾登之亦隨轉衞軍長史。可是，庾登之自以和謝晦皆為曹家女婿，名位本來應該相等，現在卻做了謝晦的參佐，於是很不高興。庾登之去見謝晦前的信件只會寫「即日恭到」，並無感謝說話；每次去見謝晦都自帶几席等物品，只要有一樣東西缺少了都不會上坐。不過，謝晦對他一直很寛容。
元嘉三年（426年），宋文帝誅殺徐羨之及傅亮，並派兵討伐謝晦。謝晦欲起兵抵抗，想庾登之率三千兵守江陵城，防備雍州刺史劉粹襲擊。然而庾登之以親屬在建康為由拒絕受任，此時南蠻司馬周超聲言他領三千人不但能守城，還可以擊退外敵，立下功勳。庾登之遂順勢請求讓位予周超。謝晦後又庾登之率安泰、昭弘宗及王紹之等率兵一萬作前鋒，唯庾登之至巴陵時畏懦不敢前進，因連日大雨，庾登之就命小將陳祐準備大袋子裝滿茅草，向謝晦聲稱要向討伐軍艦隊施以火攻，只待晴天行事，以求延緩戰期。謝晦聽信，於是停軍十五日。等到檀道濟率軍到來後，討伐軍軍勢強盛，謝晦所率主力軍隊一時潰散，謝晦亦被擒處死。庾登之因為在戰中無所作為而得免死，只是被罰禁錮不仕，遣回家中。
元嘉五年（428年），庾登之又再任官，擔當征虜將軍的衡陽王劉義季的長史。其時劉義季仍年輕未能處事，故所有事務皆由登之處理，不久加南東海太守。後庾登之又調為司徒劉義康的長史。當時劉義康欲專掌政事，不怎麼想自己下屬置喙，然而庾登之性情剛強，屢屢陳述自己的意見，令劉義康十分不快，於是被外調為吳郡太守，後更因贓貨事免官。庾登之於是跟著任臨川內史的弟弟庾炳之到臨川郡，生活優游自在。後來庾登之又獲任命為豫章太守，因豫章郡只是在臨川郡的東鄰，登之立即就上任了。當日登之到臨川，官民都輕蔑侮辱他中；但到了較為繁華的豫章郡，迎接的儀仗隊更是壯嚴，當地大都驚歎不已。
元嘉十八年（441年），庾登之任江州刺史，後病重，受徵為中護軍，但還未拜官就在元嘉二十年（443年）去世，享年六十二歲，贈中護軍。

## 家庭

### 兄弟
- 庾炳之，登之弟，深得宋文帝器重，官至吏部尚書。後因貪贓受賄數百萬錢，加上違反尚書臺舊制在外留宿而被彈劾免官。

### 子女
- 庾仲遠，一說冲遠，豫章太守。

## 延伸阅读
[在维基数据编辑]
 《宋書·卷53》，出自沈约《宋书》